# Haardplaat
Een haardplaat is een metalen plaat achter of onder een open haard, meestal van gietijzer.

## Toelichting

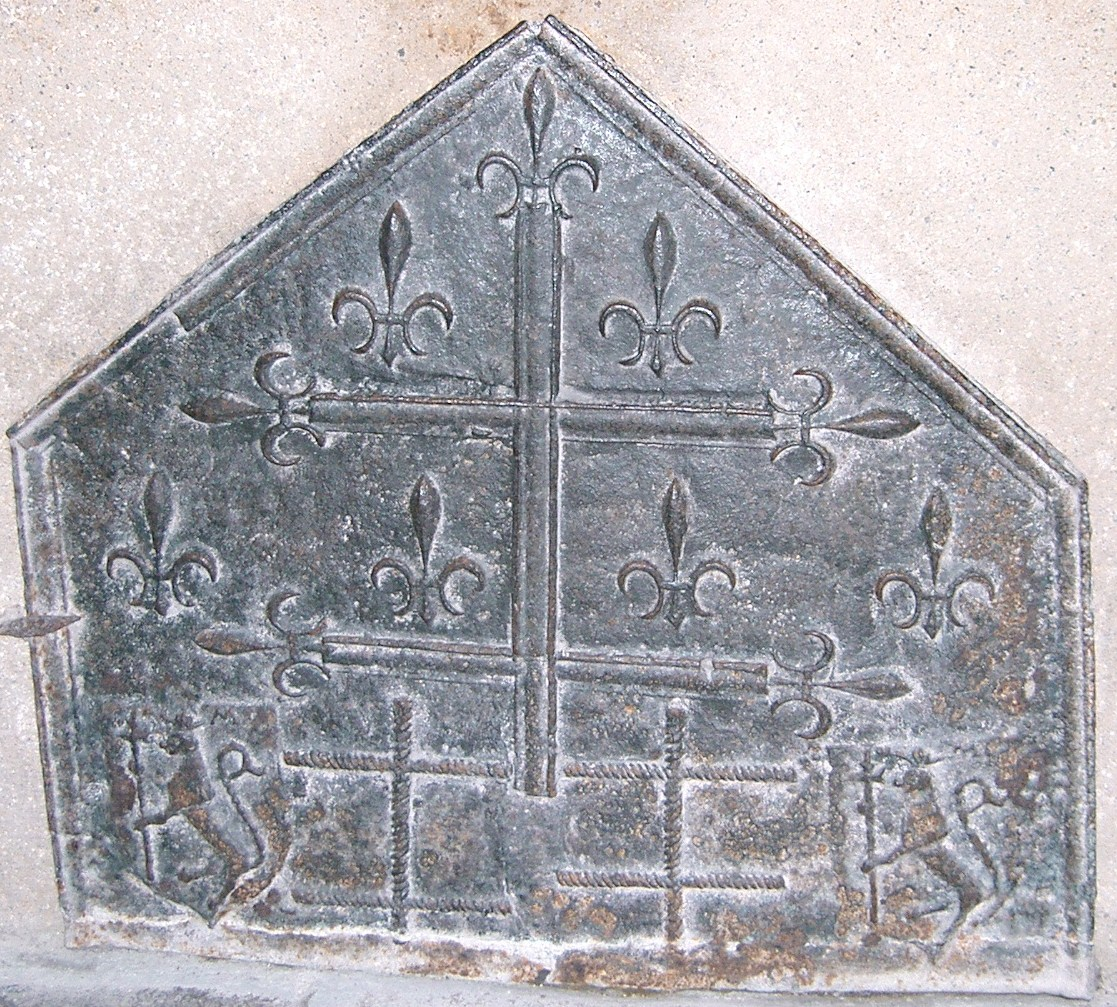
Haardplaat in het huis van Jeanne d'Arc in Domrémy-la-Pucelle

### Functie van een haardplaat
Haardplaten achter in de haard zijn bedoeld om warmte te verspreiden, haardplaten onder de haard om vonken op te vangen en zo brand te voorkomen. De meeste nog bewaarde haardplaten - in Nederland zijn er nog duizenden - zijn versierd met een beeltenis.
Een open haard heeft een rendement van zo'n 10 tot 15%, wat betekent dat 85 tot 90 % van de warmte via de schoorsteen verloren gaat. Met een haardplaat achter de haard kan het rendement van een open haard worden verbeterd. Een haardplaat achter het vuur van de open haard neemt warmte op en straalt deze weer uit. Hoe dikker de plaat, hoe sterker de werking. Het rendement van een open haard kan met een haardplaat tot 50% verbeterd worden.

### Geschiedenis van de haardplaat

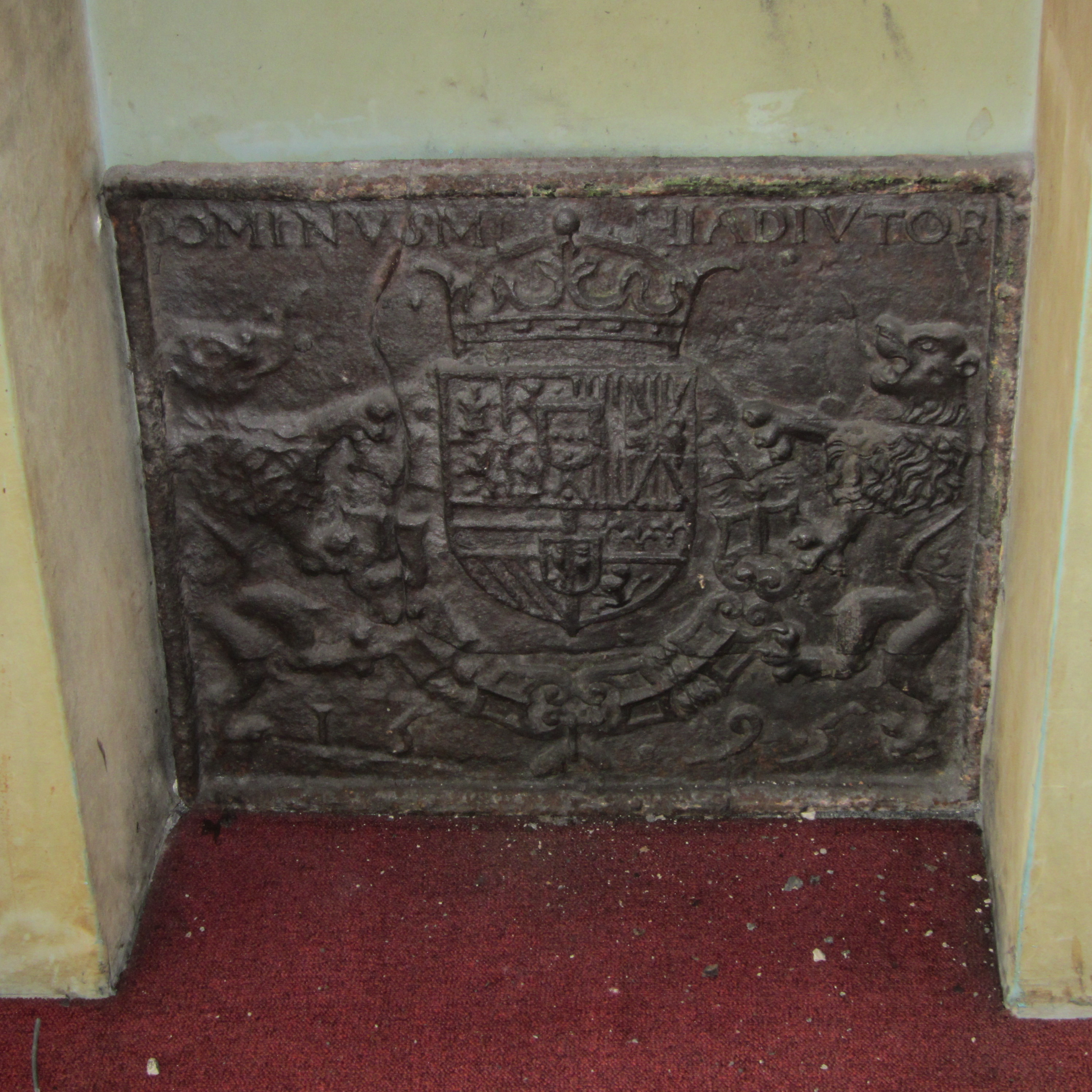
Haardplaat met familiewapen in Gentse stadswoning

Haardplaten deden hun intrede in de 15e eeuw. Voor die tijd bestond de achterkant van een open haard uit steen. Enkele haardplaten werden vooral gebruikt in Engeland, Frankrijk en Nederland. In Duitsland werden ook wel haardplaten gebruikt, vooral in de Eifel, maar in de rest van Duitsland zag men vooral haardkasten, dit waren meerdere haardplaten die met lijsten aan elkaar verbonden waren en zo een kast vormden. Deze haardkasten waren ook algemeen in de Scandinavische landen. Later werden de platen voor deze kachelkasten van keramiek gemaakt en ontstond de tegelkachel die in Duitsland, Scandinavië en Oost-Europa zeer algemeen was en hier en daar nog is.

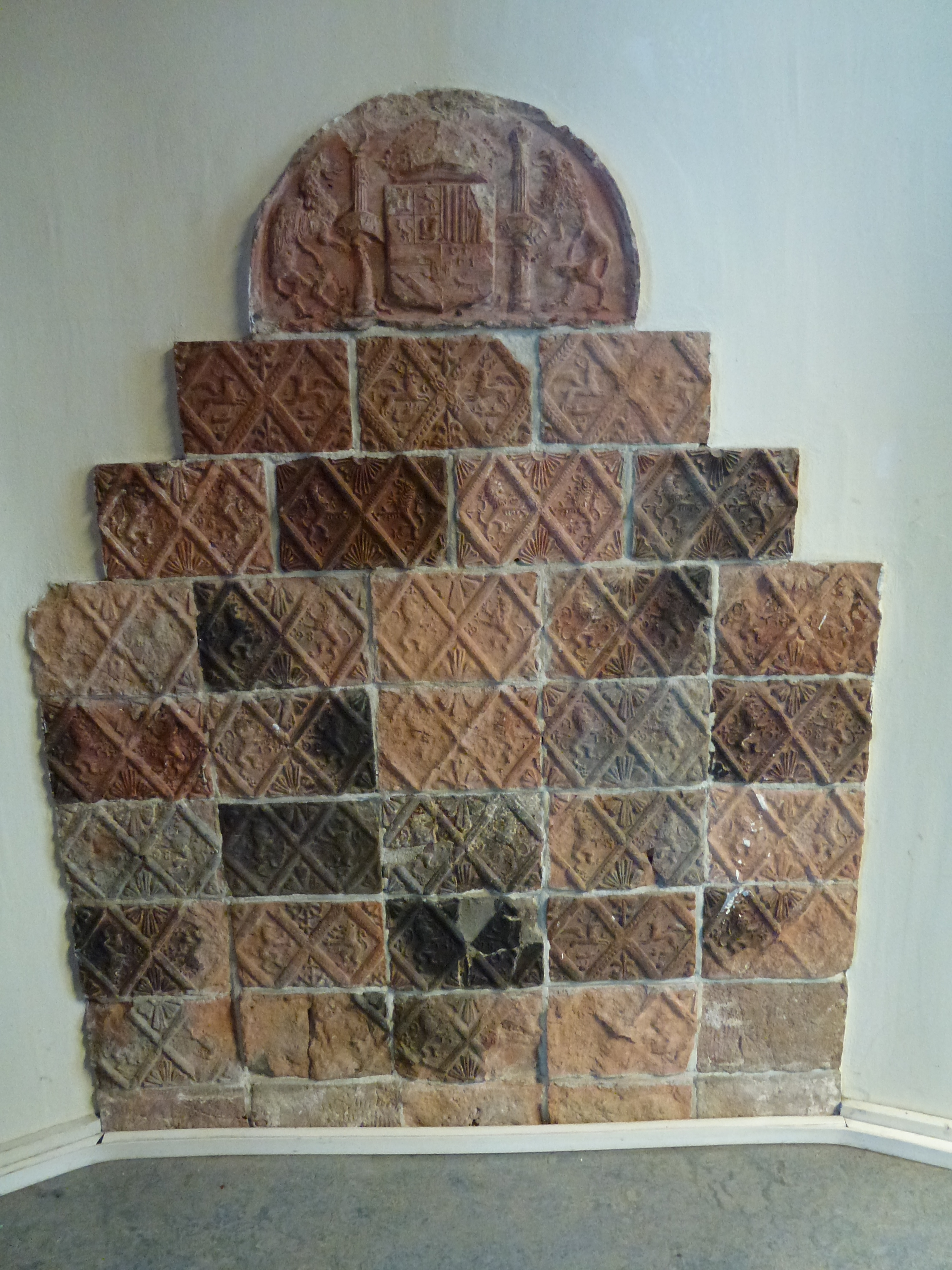
Haardplaat in aardewerk, Gouda

Haardplaten en kachelplaten ontstonden ongeveer gelijk en hebben hun oorsprong in de Eiffel en Elzas. De gietijzeren platen werden gegoten in een zandbed. Aanvankelijk waren de platen eenvoudig, maar al snel werden er houtsneden of stempels in het zandbed gedrukt waardoor de plaat een reliëf kreeg. Naarmate de vraag naar haard- en kachelplaten toenam werden de reliëfs verfraaid; later ontstonden complete taferelen. De versiering van haardplaten kent vele thema's: Bijbelse taferelen, allegorische voorstellingen, familiewapens, portretten, herdenkingen enz. De taferelen werden meestal gesneden naar het voorbeeld van prenten of gravures uit die tijd. Ook waren er modellenboeken in omloop. Er zijn maar weinig kunstenaars die zich specifiek richtten op haardplaten. Gelet op de versieringen zijn de Nederlandse haardplaten uit de 17e eeuw het meest opmerkelijk. Een haardplaat uit deze periode is te herkennen aan rijke versieringen rond een middentafereel. De versieringen bestonden vaak uit dolfijnen, slangen, salamanders, zeenimfen en schelpen. De zijkanten waren omrand met bloemen, bladeren en vruchten. De Duitse platen uit die tijd zijn veel soberder, meer rechttoe rechtaan. Ook de vorm van de Nederlandse en Duitse platen verschilden, de Nederlandse platen hebben meestal een ronde vorm aan de bovenkant terwijl de Duitse platen recht zijn.
Nederland heeft het Haardplatenmuseum in Klarenbeek.  Sommige musea hebben wel bijzondere haardplaten in bezit zoals Museum De Waag in Deventer en het Rijksmuseum in Amsterdam. De grootste Europese collectie haardplaten - circa 400 stuks - is te vinden in het stadhuis van Düsseldorf, Duitsland.

### Onderhoudstips voor de haardplaat
Haardplaten slijten vrijwel niet. Eventuele roest kan met een staalborstel verwijderd worden. Vroeger werden de platen ook wel gezandstraald, maar hierbij verloren versierde platen veel van hun oorspronkelijke reliëf. Tegenwoordig bestaan er meer verfijnde straaltechnieken waarmee bijvoorbeeld verf en roest van een plaat kan worden verwijderd. Stralen wordt door gespecialiseerde bedrijven gedaan omdat de straalmethode, het straalmiddel, de druk en de grootte van de korrel het resultaat bepalen. Ondeskundig stralen kan de plaat beschadigen. Na het schoonmaken kan de plaat het best worden ingesmeerd met kachelpoets. Sommige mensen maken de plaat schoon met petroleum. Dit middel is echter ongeschikt, de plaat wordt er blijvend dof van.